# Schneller, höher, Weidner
Schneller, höher, Weidner ist das erste Soloalbum von Stephan Weidner, dem Kopf und Bassisten der Band Böhse Onkelz.
Es erschien 2008 bei dem Label 3R Entertainment und erreichte Platz 2 der deutschen Album-Charts. Im Jahr 2011 erhielt es für mehr als 100.000 verkaufte Einheiten in Deutschland eine Goldene Schallplatte.

## Entstehungsgeschichte
Laut Stephan Weidner entstand erstes Material zum Album bereits Mitte der 1990er Jahre. In dieser Zeit hatte er viele Ideen, die er mit der Band Böhse Onkelz nicht realisieren konnte. Daraus entstanden Pläne, ein Soloalbum zu veröffentlichen.
Dieses Material arbeitete er nach dem Ende der Böhsen Onkelz 2005 gemeinsam mit Rupert Keplinger, langjähriger Gitarrist von Peter Maffay aus. Zusätzlich lud er sich andere Künstler ins Studio ein, beispielsweise die US-amerikanische Band Pro-Pain und die Sängerin Nina C. Alice von Skew Siskin, um die Songs einzuspielen. Im April 2008 wurde das Album fertiggestellt.
Das Album erschien am 25. April 2008 auf dem Label 3R Entertainment. Eine Schallplatten-Version ist auf 2000 Exemplare limitiert und erschien am 20. März 2009. Die Vinylversion enthält zusätzlich die Lieder Heiss, Du kannst es und Wer hasst dich?.

## Musikstil
Das Album verbindet den Onkelz-typischen Hard Rock mit modernen Elementen. Während im Opener des Albums quasi die Vorgängerband fortgeführt wird, sind die nächsten Lieder eher untypisch. So ist die Singleauskopplung Geschichtenhasser wesentlich positiver und fröhlicher als Weidners früheres Schaffen. Tränenmeer verarbeitet Elemente des Trip-Hop und enthält Streicherpassagen.

## Covergestaltung
Das Cover ist wie das gesamte Album in Schwarz gehalten und recht simpel. Das gesamte Album steckt in einer Hülle, die Ausrisse des Bildes auf dem Cover zeigt. Dieses Bild besteht aus einem „Lorbeerkranz aus Stacheldraht“, einem W in ihm und dem Albumtitel auf Bändern rechts und links des Titels. Ist das Album in der Hülle, so sieht man nur den Lorbeerkranz.

## Titelliste
| #  | Titel                       | Länge |
| -- | --------------------------- | ----- |
| 1  | Der W Zwo Drei              | 2:59  |
| 2  | Geschichtenhasser           | 3:27  |
| 3  | Waffen & Neurosen           | 4:10  |
| 4  | Asche zu Asche              | 5:23  |
| 5  | Tränenmeer                  | 4:04  |
| 6  | Mein bester Feind           | 3:25  |
| 7  | Angst                       | 4:28  |
| 8  | Stille Tage im Klischee     | 3:32  |
| 9  | Schatten                    | 3:28  |
| 10 | Bitte töte mich             | 3:33  |
| 11 | Zwischen Traum und Paralyse | 4:11  |
| 12 | Liebesbrief                 | 2:46  |
| 13 | Ein Lied für meinen Sohn    | 4:16  |
| 14 | Pass gut auf dich auf       | 4:27  |

## Einzelne Lieder

### Der W Zwo Drei
Der Opener des Albums ist eine im alten Böhsen-Onkelz-Stil gehaltene Selbstbeweihräucherung, die einen Bezug zu den Onkelz-Werken aufbauen soll.

### Geschichtenhasser
In dem Lied geht es größtenteils um Weidners Vergangenheit und um die Titel auf seinem Album. So seien diese „nicht zum Einschlafen“: „Alles was ich sage, hilft dir, nicht einzuschlafen.“ Das Lied wurde im Vorfeld des Albums als Hörprobe veröffentlicht und war die erste Single des Albums, inklusive eines Videos.

### Waffen & Neurosen
Das Lied behandelt das Thema Amoklauf. Laut Edmund Hartsch ist der Song durch seine düstere Atmosphäre ein Stück, das aus dem Rahmen fällt.

### Asche zu Asche
Stephan Weidner besingt hier das Ende der Onkelz und wie er mit diesem heute umgeht. Er betont gleichzeitig, dass es kein Zurück gibt. Nach dem Ende der Onkelz hatte es besonders in Webforen viele Stimmen gegeben, die sich eine Rückkehr der Band erhofften. Mit diesem Lied stellte Weidner schließlich klar, dass es für ihn endgültig war.
„Der Traum ist ausgeträumt, keine Sekunde habe ich bereut. (..) Ich schmecke die Onkelz auf der Zunge und im Herz. (...) Doch es ist aus, mein Freund!“

### Tränenmeer
Das Lied entstand unter dem Eindruck der Jahrtausendwende und der zahlreichen Katastrophen-/Weltuntergangszenarien. Am Schluss wollte Weidner einen Reim mit Bezug zur Trilogie Illuminatus! einbauen: „Das leere Wort mit sich selbst multipliziert - das Eschaton immanentisiert.“ Der Reim schaffte es allerdings nicht mehr in den Text.

### Mein bester Feind
In diesem Lied besingt Stephan sein Verhältnis zu einem ehemaligen guten Freund („hast du am Ende vergessen, wer du warst?“), er versucht hier mit einem Streit abzuschließen und ihm zu vergeben. Er könne jedoch nicht vergessen was war, deswegen schreibt er sich mit diesem Lied seine Gefühle und Meinungen zum Thema von der Seele.

### Stille Tage im Klischee
Der Song handelt von der Feigheit, vor seinen Problemen wegzulaufen, indem man versucht sie „im Alkohol zu ertränken“. Weidner wählt hier auch ein bekanntes Zitat: „Sorgen ersaufen, ja, trinken wirkt Wunder, doch sie sind nicht ertrunken, ich tauch' sie nur unter.“ Der Titel ist offenkundig eine Anspielung auf den Roman Stille Tage in Clichy des Schriftstellers Henry Miller von 1956.

### Schatten
Dieses Lied soll jedem helfen, mit der Vergangenheit abzuschließen, welche vielleicht durch unangenehme Dinge geprägt war. Stephan Weidner berichtet davon, wie man ständig von der Vergangenheit eingeholt werden kann und wie schwer es ist, ihr zu entkommen. Am Ende bestärkt er jedoch den Hörer, indem er ihm Tipps gibt, wie er die Vergangenheit hinter sich lassen kann. Man solle nie „vergessen zu vergessen“. Es sei an der Zeit aus dem „Schatten und seinen Fesseln“ zu treten, denn „gestern gehört dem Tod“ und es gibt nichts, was man noch brauchen könne.

### Bitte töte mich
Das einzige Lied, was im Duett gesungen wird, seine Gesangspartnerin ist hierbei die Sängerin Nina C. Alice von der Berliner Rockband Skew Siskin. Weidner singt vom Ende einer Liebesbeziehung, nach welcher er sich von der Frau Liebe oder Hass wünscht, jedoch nicht irgendetwas. Der Hörer wird direkt angesprochen, ihm wird die Frage gestellt, ob er auch das hasst, was er bekommt.

### Zwischen Traum und Paralyse
Der Techno-DJ Markus Löffel, bekannt unter seinem Künstlernamen Mark Spoon, war ein guter Freund der Onkelz und unter anderem für die Gäste-Betreuung im VIP-Bereich auf dem Abschiedsfestival der Böhsen Onkelz im Jahre 2005 zuständig. Weidner kannte Löffel bereits in seiner Jugendzeit. Diesen Titel widmete Weidner ihm und singt darin über seine Gefühle über den Tod von Löffel im Januar 2006.

### Ein Lied für meinen Sohn
Weidner widmet dieses Lied seinem Sohn Elvis. Er betont, wie sehr er ihn liebt: „Ich liebe dich, mehr als Worte sagen, in jedem Atemzug, bis ans Ende meiner Tage.“

### Pass gut auf dich auf
Der Song handelt von der Trennung Weidners von seiner Frau und die dadurch entstandenen Veränderungen in seinem Leben. „Seltsam fremd in einer einst vertrauten Welt.“ Er dient als ruhiger Ausklang des Albums.

## Rezeption
| Professionelle Bewertungen | Professionelle Bewertungen |
| -------------------------- | -------------------------- |
| Kritiken                   |                            |
| Quelle                     | Bewertung                  |
| Laut                       | [ 7 ]                      |
| Metal Hammer               | [ 8 ]                      |
| Powermetal.de              | [ 9 ]                      |
| Pressure Magazine          | [ 10 ]                     |
| Rock Hard                  | [ 11 ]                     |

Von laut.de, Metal Hammer, Powermetal.de, Pressure Magazine und Rock Hard erhielt das Album gute bis sehr gute Bewertungen.
Weidners Vergangenheit als Bandmitglied der Böhse Onkelz steht immer wieder im Blickpunkt. So schrieb Jens-Christian Rabe von der Süddeutschen Zeitung, dass Weidner in den Texten seines Debüt-Albums Schneller, höher, Weidner gezielt mit Texten und Symbolik des Nationalsozialismus kokettiere.

## Chartplatzierungen und Singles
Das Album platzierte sich in der 20. Kalenderwoche des Jahres 2008 auf Position 2 der deutschen Charts und belegte in den folgenden Wochen die Plätze 7; 8 und 13. Insgesamt hielt sich der Tonträger 21 Wochen in den Top 100. Auch in den Nachbarländern Österreich und Schweiz konnte Schneller, höher, Weidner auf Platz 17 bzw. 53 für vier bzw. zwei Wochen in die Charts einsteigen. In den deutschen Jahrescharts 2008 belegte der Tonträger Rang 57.
Die Single Geschichtenhasser erschien im Vorfeld des Albums im Online-Shop iTunes als Komplettpaket, inklusive der Songs Du kannst es (Non-Album-Track), Liebesbrief, Pass gut auf dich auf (Remix) und Wer hasst dich? (iTunes-Exklusiv-Bonustrack). Aus vertraglichen Gründen wurde die Single aber auch in anderen Shops veröffentlicht. Dort fehlte allerdings das Video und ein Bonustrack. Der physische Tonträger erschien am 18. April 2008 und enthielt alle Bonustracks der iTunes-Version plus das Musikvideo von Zoran Bihać. Das Artwork der Single wurde von Peer Koch entworfen. Die Single erreichte Platz 19 der deutschen Charts und hielt sich 6 Wochen in den Top 100.